# Trenno
Trenno (lombardisch Trenn [ˈtrɛn]) ist ein Stadtteil der norditalienischen Großstadt Mailand. Er befindet sich im Norden der Stadt und gehört zum 8. Stadtbezirk.
Wegen seiner Lage, von allen Seiten von Sportanlagen, Parks bzw. ländlichen Gebieten umgeben, befindet sich der Ort in städtebaulicher Isolation und hat sein dörflichen Charakter weitestgehend behalten.

## Geschichte

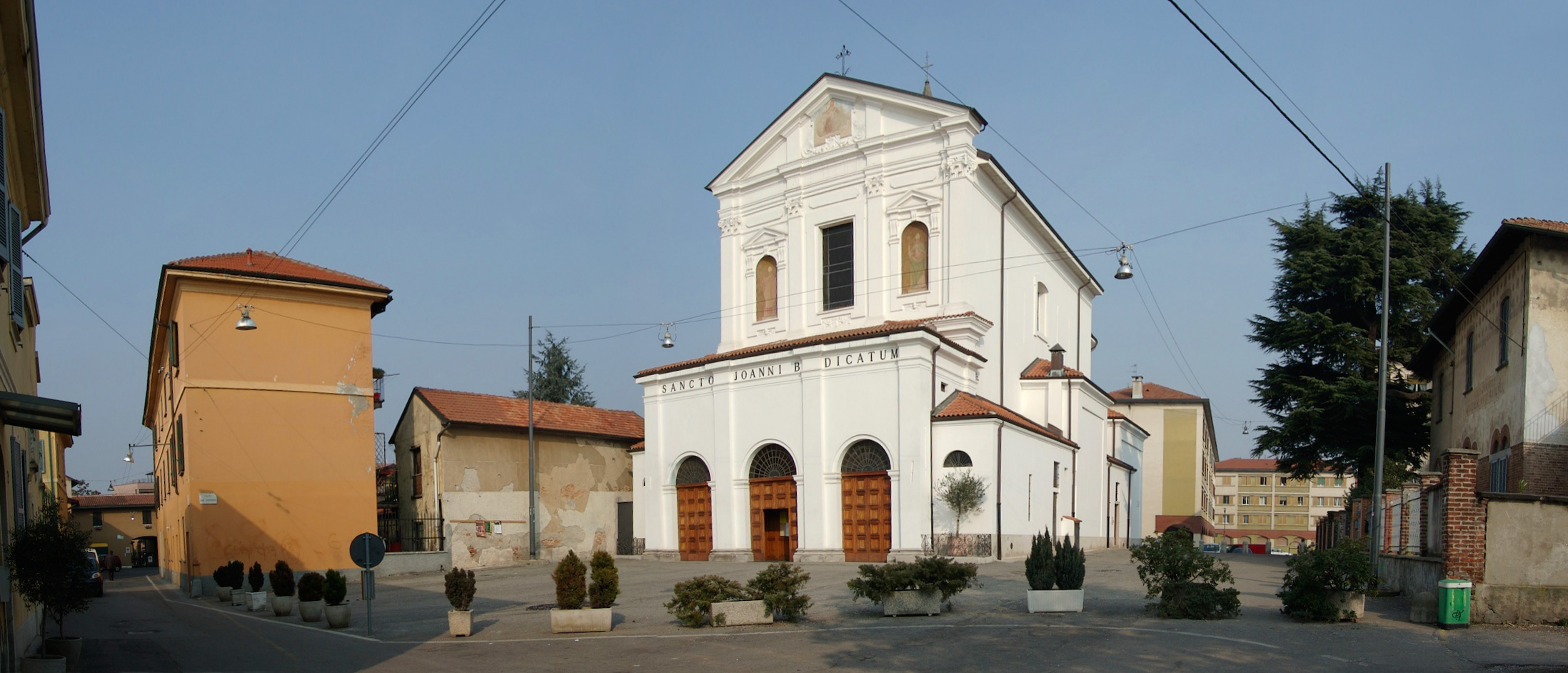
Der Dorfplatz mit der Pfarrkirche

Das Dorf Trenno war ab dem Mittelalter Sitz eines Pfarrbezirk (Pieve) der Mailänder Erzdiözese, die später auch als zivile Verwaltungsgliederung des Herzogtums Mailand fungierte.
Zum (zivilen) Pfarrbezirk Trenno gehörten 1757 die Gemeinden Arese, Boldinasco, Cassina del Pero, Cassina Trivulza, Cerchiate, Figino, Garegnano Marcido, Lampugnano, Mazzo, Musocco, Pantanedo, Quarto Cagnino, Quinto Romano, Terrazzano, Trenno, Valera und Villapizzone.
1808 wurde Trenno per Napoleonischen Dekret mit vielen anderen Vororten nach Mailand eingemeindet. Mit der Wiederherstellung des Österreichischen Herrschafts wurde die Gemeinde Trenno 1816 wieder selbstständig.
An der Gründung des Königreichs Italien (1861) zählte Trenno 1115 Einwohner. 1869 wurden die Gemeinden Figino di Milano, Quarto Cagnino und Quinto Romano nach Trenno eingemeindet.
Wegen des immer stärkeren demografischen Zuwachses der Vororte von Mailand entschloss sich 1923 die neugewählte faschistische Regierung, das sogenannte Grande Milano („Groß-Mailand“) zu gründen, das mit dem Königlichen Dekret Nr. 1912 vom 2. September in Kraft trat. Seitdem gehört Trenno zu Mailand.